# Lijst van voetbalinterlands Martinique - Nieuw-Caledonië
Deze lijst van voetbalinterlands is een overzicht van alle voetbalwedstrijden tussen de nationale teams van Martinique en Nieuw-Caledonië. De landen hebben tot op heden drie keer tegen elkaar gespeeld. Omdat Martinique geen lid is van de FIFA gelden deze wedstrijden niet als officiële interlands voor Nieuw-Caledonië.

## Wedstrijden
| № | Plaats              | Datum             | Competitie                | Wedstrijd                    | Uitslag                    |
| - | ------------------- | ----------------- | ------------------------- | ---------------------------- | -------------------------- |
| 1 | Poissy              | 30 september 2008 | Coupe de l'Outre-Mer 2008 | Nieuw-Caledonië − Martinique | 1 − 1 , 3 - 4 na penalty's |
| 2 | Viry-Châtillon      | 26 september 2010 | Coupe de l'Outre-Mer 2010 | Nieuw-Caledonië − Martinique | 0 - 4                      |
| 3 | Issy-les-Moulineaux | 22 september 2012 | Coupe de l'Outre-Mer 2012 | Martinique − Nieuw-Caledonië | 2 - 0                      |

## Samenvatting
| Competitie           | Totaal gespeeld | Winst Martinique | Gelijk | Winst Nieuw-Caledonië |
| -------------------- | --------------- | ---------------- | ------ | --------------------- |
| Coupe de l'Outre-Mer | 3               | 2                | 1      | 0                     |
| Totaal               | 3               | 2                | 1      | 0                     |

| Doelsaldo | Martinique | Nieuw-Caledonië |
| --------- | ---------- | --------------- |
|           | 7          | 1               |

Martinikaanse voetbalbond
Anguilla ·
Antigua en Barbuda ·
Barbados ·
Bonaire ·
Britse Maagdeneilanden ·
Canada ·
Costa Rica ·
Cuba ·
Curaçao ·
Dominica ·
Dominicaanse Republiek ·
El Salvador ·
Frans-Guyana ·
Grenada ·
Guadeloupe ·
Guyana ·
Haïti ·
Honduras ·
Jamaica ·
Kaaimaneilanden ·
Kameroen ·
Mayotte ·
Mexico ·
Montserrat ·
Nieuw-Caledonië ·
Panama ·
Paraguay ·
Puerto Rico ·
Réunion ·
Saint Kitts en Nevis ·
Saint Lucia ·
Saint Vincent en de Grenadines ·
Sint Maarten
Sint-Maarten ·
Suriname ·
Tahiti ·
Trinidad en Tobago ·
Verenigde Staten
FCF · A-internationals ·
Nieuw-Caledonisch vrouwenelftal
2000 – 2009 ·
2010 – 2019 ·
2020 − 2029
Amerikaans-Samoa ·
Australië ·
Bulgarije ·
Cookeilanden ·
Estland ·
Fiji ·
Guadeloupe ·
Guam ·
Martinique ·
Mauritius ·
Nieuw-Zeeland ·
Papoea-Nieuw-Guinea ·
Salomonseilanden ·
Samoa ·
Tahiti ·
Tonga ·
Vanuatu ·